# Divizia 13 Infanterie (1916-1918)
Divizia 13 Infanterie a fost o mare unitate de nivel tactic care s-a constituit la 27 august 1916, prin mobilizarea unităților de rezervă din compunerea Comandamentului III Teritorial: Regimentul 47 Infanterie - (Ploiești), Regimentul 72 Infanterie - (Mizil), Regimentul 48 Infanterie - (Buzău), Regimentul 49 Infanterie - (Râmnicu Sărat), Regimentul 50 Infanterie - (Focșani), Regimentul 64 Infanterie - Tecuci, Regimentul 51 Infanterie - (Galați), Regimentul 52 Infanterie - (Bârlad) și Regimentul 23 Artilerie.:p. 81
Divizia  a făcut parte din organica Corpului III Armată. La intrarea în război, Divizia 13 Infanterie a fost comandată de generalul de brigadă Alexandru Socec. Divizia a participat la acțiunile militare pe frontul românesc, pe toată perioada războiului, între 27 august 1916 - 11 noiembrie 1918. 

## Ordinea de bătaie la mobilizare

### Campania anului 1916
La declararea mobilizării, la 27 august 1916, Divizia 13 Infanterie a făcut parte din compunerea de luptă a  Armatei 1, alături de Corpul I Armată și Divizia 12 Infanterie. Armata 1 era comandată de generalul de divizie Ioan Culcer.
Ordinea de bătaie a diviziei era următoarea:

- Divizia 13 Infanterie

- Brigada 25 Infanterie

- Regimentul 47 Infanterie
- Regimentul 72 Infanterie

- Brigada 26 Infanterie

- Regimentul 48 Infanterie
- Regimentul 49 Infanterie

## Reorganizări pe perioada războiului
În prima jumătate a anului 1917, Divizia 13 Infanterie s-a reorganizat în spatele frontului. Divizia a fost inclusă în compunerea de luptă a Corpului III Armată, alături de Divizia 5 Infanterie și Divizia 14 Infanterie. Corpul III Armată era comandat de generalul de brigadă Constantin Iancovescu, eșalonul ierarhic superior fiind Armata 1.
Ordinea de bătaie a diviziei era următoarea::p. 192>

- Divizia 13 Infanterie

- Brigada 25 Infanterie

- Regimentul 50/64 Infanterie
- Regimentul 51/52 Infanterie

- Brigada 26 Infanterie

- Regimentul 47/72 Infanterie
- Regimentul 48/49 Infanterie

- Brigada 13 Artilerie

- Regimentul 23 Artilerie
- Regimentul 28 Obuziere

- Compania divizionară de mitraliere
- Divizionul de cavalerie
- Batalionul 13 Pionieri

## Comandanți
Pe perioada desfășurării Primului Război Mondial, Divizia 13 Infanterie a avut următorii comandanți:
| Gradul             | Numele                   | Perioada                               | Imagine |
| ------------------ | ------------------------ | -------------------------------------- | ------- |
| General de brigadă | Alexandru Socec          | 15 august 1916 - 20 august 1916        |         |
| General de brigadă | Constantin Manolescu     | 20 august 1916 - 2 septembrie 1916     |         |
| General de brigadă | Ioan Oprescu             | 2 septembrie 1916 - 10 septembrie 1916 |         |
| General de brigadă | Gheorghe Sănătescu       | 10 septembrie 1916 - 13 octombrie 1916 |         |
| Colonel            | Henri Cihoski            | 16 octombrie 1916 - 19 noiembrie 1916  |         |
| Colonel            | Dumitru Glodeanu         | 19 noiembrie 1916 - 21 noiembrie 1916  |         |
| Colonel            | Ioan Popescu (Sanitarul) | 23 decembrie 1916 - 28 noiembrie 1918  |         |